# جیم اسلاتری
جیمز چارلز اسلاتری (زادهٔ ۴ اوت ۱۹۴۸) یک سیاستمدار آمریکایی است. او از سال ۱۹۸۳ تا ۱۹۹۵ در مجلس نمایندگان ایالات متحده به نمایندگی از ناحیه دوم کنگره کانزاس به عنوان یک دموکرات، نامزد دموکرات‌ها برای فرمانداری در سال ۱۹۹۴ و نامزد دموکرات‌ها برای سناتور ایالات متحده در سال ۲۰۰۸ بود. اسلاتری پس از خدمت در ارتش ایالات متحده، در سال ۱۹۷۴ مدرک دکتری حقوقی (JD) را از دانشکده حقوق دانشگاه واشبرن دریافت کرد. زمانی که در واشبرن بود، او یکی از اعضای بخش بتا کانزاس فی دلتا تتا بود. در سال ۱۹۸۲، اسلاتری به انجمن معتبر واشبورن ساگامور راه یافت.